# FotoGrafia. Festival internazionale di Roma
Il FOTOGRAFIA - Festival internazionale di Roma è una manifestazione culturale per la celebrazione della fotografia.
Nato nel 2002 a Roma, dove si svolge con cadenza annuale, FOTOGRAFIA è promosso dal Comune di Roma, prodotto prima da Zoneattive e da Zétema poi e diretto da Marco Delogu. La principale sede espositiva è stata il palazzo delle Esposizioni a Roma fino al 2009. Dalla IX edizione il festival si è dapprima trasferito al Museo di arte contemporanea (Roma) di Testaccio per poi, con la XII edizione trasferirsi definitivamente al Museo di arte contemporanea (Roma) di via Nizza. Il 4 novembre 2017 il vicesindaco di Roma Luca Bergamo ne annuncia la chiusura dichiarandone esaurita l'esperienza .

## Struttura generale del festival
Il festival si articolava proponendo mostre di fotografia contemporanea secondo un tema conduttore scelto dalla direzione artistica. Attorno al tema si sviluppava una collettiva principale, affiancata da un numero variabile di mostre personali. Ogni edizione veniva annunciata anche un bando sempre legato al tema principale, rivolto ai giovani artisti internazionali fino al trentacinquesimo anno d'età, i cui vincitori venivano esposti durante lo svolgimento del festival. Nel 2012 venne istituito anche il Premio Graziadei il cui bando, a tema libero, premiava due giovani artisti italiani producendone i lavori per esporli nel corso dell'edizione dell'anno successivo. Infine, dal 2010, durante le giornate inaugurali il festival ospitava il Photobook Market, invitando gratuitamente una selezione di editori indipendenti italiani ed internazionali ad esporre e vendere libri di fotografia in uno spazio dedicato.

## Il circuito
Sebbene la sede principale che accoglieva il festival fosse prima il Palazzo delle Esposizioni, dal 2010 il Museo di arte contemporanea (Roma) nella sede di Testaccio e dal 2013 quella di via Nizza, il festival accoglieva la partecipazione di molti altri spazi sparsi per la città che entravano a fare parte della circuitazione dello stesso. A questo circuito aderivano in qualità di spazi istituzionali la quasi totalità delle accademie di cultura a Roma, tra cui l'Accademia francese di Villa Medici e quella tedesca di Villa Massimo, ed un numero variabile di gallerie e spazi espositivi indipendenti disseminati sul territorio romano.

## La Commissione Roma
In concomitanza con la II edizione, venne anche istituita la Commissione Roma, presto divenuta un tratto identificativo del festival. Il progetto prevedeva di affidare ogni anno ad un diverso fotografo di fama internazionale, un'interpretazione autoriale ed in piena libertà espressiva della città di Roma. La Commissione Roma ha avuto in totale 16 autori suddivisi in 15 edizioni, tutte curate da Marco Delogu salvo alcune eccezioni. I progetti della Commissione Roma sono stati: Josef Koudelka, Teatro del Tempo (2003), Olivo Barbieri, site specific_ROME 04 (2004), Anders Petersen (fotografo), Rome a diary (2005), Martin Parr, TuttaRoma (2006), Graciela Iturbide, Roma (2007), Gabriele Basilico, Roma (2008), Guy Tillim, Roma città di mezzo (2009), Tod Papageorge, Opera città (2010), Alec Soth, La belle dame sans merci (2011), Paolo Ventura, Lo zuavo scomparso (2012), Tim Davis, Quinto Quarto (2013), Marco Delogu, Luce Attesa (2014, a cura di Bartolomeo Pietromarchi), Paolo Pellegrin, Sevla (2015), Roger Ballen, The Ballen Rome Times (2016, a cura di Marco Delogu e Flavio Scollo), Simon Roberts, New Vedute - Alternative Postcards from Rome (2016, a cura di Flavio Scollo), Leonie Hampton, Mend (2017, a cura di Marco Delogu e Flavio Scollo). Oltre ai fotografi che hanno lavorato alla Commissione Roma, il progetto ha visto coinvolti nel tempo molti altri autori: Martin Bogren, David Farrell, Matthew Montheith, Hans-Christian Schink, David Spero, Pieter Hugo, Juan Fabuel, Agnes Geoffray e Miguel Rio Branco tra gli altri.

## Edizioni
- I edizione: La memoria, 2002.
- II edizione: Roma e comunità, 2003.
- III edizione: Dura bellezza, 2004.
- IV edizione: Oriented, 2005.
- V edizione: Novecento, 2006.
- VI edizione: Questione italiana. Indagine sulla fotografia contemporanea, 2007.[3]
- VII edizione: Vedere la Normalità. La fotografia racconta il quotidiano, 2008.[4]
- VIII edizione: La Gioia: visioni e rappresentazioni, 2009.[5]
- IX edizione: Futurespectives, 2010.
- X edizione: Motherland, 2011.
- XI edizione: Work, 2012.
- XII edizione: Vacatio, 2013.
- XIII edizione: Portrait, 2014.
- XIV edizione: Il presente, 2015.
- XV edizione: Roma, il mondo, 2016.
- XVI edizione: 2017.
- XVII edizione: 2018.
- XVIII edizione: 2019.
- XIX edizione: 2020.